# Relaciones Cuba-Pakistán
Las relaciones Cuba-Pakistán se refiere a las relaciones bilaterales entre Cuba y Pakistán. Las relaciones entre los países se fortalecieron después de que Cuba prestó asistencia humanitaria a las víctimas del Terremoto de Cachemira de 2005. Ambas naciones continúan fortaleciendo las relaciones bilaterales, especialmente en los campos de educación superior, agricultura, industria y ciencia y tecnología y también han mantenido conversaciones para la cooperación militar.

## Antecedentes
Las relaciones diplomáticas entre los dos países se establecieron inicialmente el 28 de octubre de 1955. En 1963, Pakistán estableció una embajada en Cuba, con Cuba reciproca. Sin embargo, la embajada fue cerrada en 1968 y reabierta en 1980. Pero fue cerrada de nuevo en 1990 debido a problemas económicos. Desde ese momento hasta 2005, los países no tenían relaciones formales. Sólo después del terremoto de 2005 en Cachemira cuando Cuba envió ayuda humanitaria a las víctimas del desastre que se observaron oportunidades para restablecer los lazos diplomáticos. Continued diplomatic relations between the two countries is quite recent. En 2006, tanto Cuba como Pakistán mostraron voluntad de fortalecer las relaciones bilaterales entre los dos países. Presidente de Pakistán [Pervez Musharraf] y Viceministro de Relaciones Exteriores de Cuba, Bruno Rodríguez Parrilla, se reunieron el 24 de mayo de 2006 para discutir asuntos bilaterales. El 1 de noviembre de 2006, el embajador cubano en Pakistán, Gustavo Machín Gómez, anunció en una conferencia de prensa que Cuba y Pakistán han mantenido relaciones diplomáticas durante los últimos seis meses y que ambas naciones "quieren mejorar estas relaciones en todos los campos". En abril de 2008, el Gabinete Federal de Pakistán aprobó las negociaciones sobre el acuerdo entre La Habana e Islamabad para formar la Comisión Económica Conjunta Pakistán-Cuba con el objetivo de ampliar la cooperación económica entre las dos naciones. Las conversaciones bilaterales también tenían por objeto mejorar la cooperación en los ámbitos de la agricultura, la industria, la alimentación, la educación superior y la ciencia y la tecnología.

## Respuesta cubana al terremoto de Cachemira
Después del terremoto de 2005 en Cachemira, Cuba envió a más de 2.400 médicos y personal paramédico y estableció 32 hospitales de campaña y dos campos de ayuda en la Provincia de Frontera Noroeste de Khyber Pakhtunkhwa (NWFP) y Azad Cachemira. Azad Jammu y Cachemira]]. Un total de 36 vuelos de transporte se hicieron. Además de las enfermeras, paramédicos y médicos, los primeros dos vuelos eran sólo de médicos entrenados militarmente. El gobierno de Cuba envió toneladas de equipo médico y medicamentos. Aproximadamente 30 pacientes amputados fueron trasladados a Cuba para tratamientos. Pervez Musharraf expresó su satisfacción por los esfuerzos de Fidel Castro y agradeció los servicios de los equipos médicos cubanos. El Dr. Juan Carlos Martín, director del hospital de campo cubano en Muzaffarabad, dijo: "Sabíamos que esto tenía que ser un esfuerzo de socorro en circuito cerrado, no sólo debíamos traer las medicinas y los médicos, Proporcionar todo - el hospital, la electricidad, la fontanería, las camas - para ejecutar ese hospital ". Desde octubre de 2005 hasta el 24 de enero de 2006, los equipos médicos cubanos realizaron 601.369 consultas, 5.925 cirugías incluyendo 2.819 cirugías mayores y atendidas en 44 localizaciones diferentes en la región afectada por el terremoto.
Una declaración emitida por el Ministerio de Relaciones Exteriores de Pakistán dijo que "el Presidente Pervez Musharraf expresó su profunda gratitud al gobierno y al pueblo de Pakistán por la sustancial asistencia proporcionada por Cuba en el trabajo de socorro y rehabilitación ". La declaración también declaró que "el Presidente dijo que la contribución de Cuba a nuestros esfuerzos de socorro siempre sería recordada por el pueblo de Pakistán".
Usman Zaheer Meer estableció una asociación de amistad con Cuba en 2006, a saber, la Asociación de Amistad Pak Cuba.

## Mensajes entre dos jefes de Estado
En 2007, Pervez Musharraf declaró que las relaciones bilaterales deberían fortalecerse en los próximos años y respetó el Día de la Revolución el 1 de enero. 
En un mensaje al entonces presidente cubano Fidel Castro, Musharraf dijo:

En nombre del Gobierno y del pueblo de Pakistán y en mi propio nombre, me complace enormemente felicitar a Vuestra Excelencia y al Gobierno y al pueblo de Cuba con ocasión del día de la revolución de la República de Cuba. Aprovecho esta oportunidad para transmitir a Vuestra Excelencia nuestros mejores deseos para su rápida recuperación y el continuo progreso y prosperidad del pueblo de la República de Cuba.

Después de que Raúl Castro se convirtiera en Presidente de Cuba, Musharraf felicitó a su presidencia y le envió un mensaje:

En nombre del pueblo y del Gobierno de Pakistán, y en mi propio nombre, deseo expresar nuestras más calurosas felicitaciones por su elección como Presidente de la República de Cuba.

La elevación de Vuestra Excelencia a este alto cargo da testimonio de la confianza depositada por el pueblo de Cuba en su liderazgo y servicios sobresalientes.

Pakistán y Cuba comparten ideales y percepciones comunes para un mundo mejor y más equitativo. Confío en que los lazos de amistad y cooperación existentes entre Pakistán y Cuba continuarán ampliándose y profundizándose durante su mandato.

Aprovecho esta oportunidad para desear todo el éxito en sus esfuerzos por el continuo progreso y la prosperidad del pueblo de Cuba.

Le ruego acepte, Excelencia, las seguridades de mi más alta y distinguida consideración.

## Educación
En 2005 y 2006, la Comisión de Educación Superior de Pakistán (Comisión de Educación Superior de Pakistán) (HEC) envió a 354 estudiantes a Cuba para estudiar la beca, que fue ofrecido por el Gobierno de Cuba. Dr. S.M. Raza de la HEC dijo que Cuba había proporcionado a Pakistán 1.000 becas y el sistema de salud en Cuba es mejor que en los Estados Unidos. El embajador cubano Gustavo Machin Gómez dijo que los estudiantes paquistaníes recibirán la mejor educación médica reconocida por la Organización Mundial de la Salud (OMS) y tendrán plena Libertad de religión y libertad cultural. También señaló que fue por primera vez que los estudiantes musulmanes recibirán educación en Cuba. El Dr. Mukhtar Ahmed, del HEC, expresó su gratitud a Cuba por ofrecer estas becas.
Ambos países han elaborado planes para mejorar la cooperación en la educación superior, especialmente en el campo de la biotecnología, que incluirá el intercambio de científicos, los programas conjuntos de investigación y la colaboración entre las industrias de Cuba y Pakistán. Atta ur Rahman (científico), Presidente de la HEC en una reunión con Gómez, propuso un plan de inversión conjunto para establecer un instituto de posgrado en Pakistán, el Centro de Excelencia en Biotecnología, con la ayuda de Cuba. Este instituto contará con 100 docentes, más de 1000 estudiantes y con 20 científicos cubanos. Atta-ur-Rahman también hizo hincapié en establecer una cooperación mutua entre los institutos de biotecnología en Pakistán y Cuba. Solicitó a Gómez que encontrara institutos asociados en Cuba para el Instituto Nacional de Biología e Ingeniería Genética (NIBGE) en Faisalabad, Centro de Biología Molecular Aplicada (CAMB) de Lahore y Centro de Medicina Molecular de Panjwani (PCMM) en Karachi.

## Comercio
El 15 de marzo de 2007, Gómez EN una reunión con Shahid Hassan Sheikh y Yaqoob Tahir Izhar, Presidente y Vicepresidente Senior de la Cámara de Comercio e Industria de Lahore (LCCI) expresaron opiniones positivas sobre el potencial del arroz paquistaní, Textil, cuero y artículos deportivos en el mercado cubano y dijo que los empresarios paquistaníes tendrán esta ventaja con la ayuda de la embajada cubana en Pakistán. Agregó que con el propósito de fortalecer las relaciones entre las dos naciones, la Cámara de Comercio e Industria de Cuba estuvo dispuesta a firmar un Memorando de Entendimiento con la LCCI. Gómez dijo que Cuba tiene buenas relaciones con Pakistán durante 52 años y ahora los empresarios de Pakistán y Cuba deben cooperar para el interés de ambas naciones.
Hassan Sheikh garantizó a Gómez que fortalecería las relaciones bilaterales y dijo que Pakistán está dispuesto a exportar más textiles, algodón, foto óptica, pescado, verduras, cereales, azúcar, productos de molienda, productos lácteos y dulces a Cuba, Productos de cuero, cerámica, muebles, etc. e importará cantidades mayores de productos farmacéuticos, productos químicos inorgánicos y minerales de la nación insular.

## Plano militar
En marzo de 2008, el embajador Gustavo Machin Gómez se reunió con el general Tariq Majid, el presidente del Comité Conjunto de Jefes del Estado Mayor del Pakistán en la Sede del Estado Mayor Conjunto y discutió asuntos relacionados con el ejército cooperación. Ambos expresaron opiniones positivas sobre el aumento de las relaciones entre las dos naciones y fueron optimistas de que la cooperación bilateral se expandirá en diferentes campos. Majid hizo hincapié en que Pakistán ha formado una infraestructura de defensa fuerte tanto en la producción de defensa como en forma de academias militares para proporcionar ayuda y cooperación al Ejército de Cuba. También dijo que ambos países deberían utilizar su capacidad para ampliar la cooperación militar.

## Gómez en la conferencia IPS
En mayo de 2008, mientras pronunciaba un discurso en el Instituto de Estudios Políticos (IPS) en Islamabad, Gómez dijo que 356 estudiantes de Pakistán habían completado su primer año de estudio en Cuba y el siguiente lote estaba en proceso de ser enviado. Khurshid Ahmed, presidente de la IPS, también miembro del Jamaat-e-Islami Pakistán, dijo que frente a Estados Unidos, Pakistán "tiene algo que aprender de Cuba". También dijo que el antiimperialismo fue el aspecto más significativo de la lucha de Cuba, declaró "Cuba ha demostrado que es posible que los débiles se levante y resista a una superpotencia" y concluyó que "somos Pakistán- Las relaciones de los Estados Unidos que juegan el segundo violín] a los EE. UU. en sus juegos. Paquistán tiene que desvincularse de su política esclavista.